# Cinéma costaricien

Un clap aux couleurs du drapeau costaricien.

Le cinéma costaricien (espagnol : Cine costarricense) comprend l'art cinématographique et les films créatifs réalisés au Costa Rica ou par des cinéastes costariciens à l'étranger.
Bien que la quasi-totalité des cinémas costariciens diffusent exclusivement des productions hollywoodiennes, le nombre de films produits au Costa Rica a augmenté ces dernières années, qu'il s'agisse de films d'horreur, de comédies axées sur le divertissement ou de cinéma d'auteur. Les films d'auteurs sont souvent des études de personnages, se concentrant sur l'esthétique et la narration et moins sur les questions politiques. Les réalisateurs d'auteur costariciens qui réussissent dans le circuit international des films d'art comprennent Paz Fábrega (es) et Ishtar Yasin Gutiérrez (es).

## Histoire
Le premier long métrage produit et réalisé par des Costariciens est El Retorno (es) en 1930.
Historiquement, les possibilités de créer des films au Costa Rica étaient limitées. Le coût prohibitif de l'équipement et des matériaux pour la réalisation de films en nitrocellulose, combiné à l'absence de soutien privé et gouvernemental, rendait difficile la création d'une industrie cinématographique nationale ou régionale. Le Centro de Cine a été fondé en 1973, mais est resté stagnant pendant des décennies. Un seul long métrage de fiction a été réalisé dans les années 1990 dans toute l'Amérique centrale El silencio de Neto (es) (1994) du réalisateur guatémaltèque Luis Argueta (en).
Toutefois, l'augmentation du financement et du soutien institutionnel, la baisse du coût de la production de films numériques et les canaux de distribution alternatifs ont entraîné une augmentation de la production cinématographique depuis 2000,. Le fonds cinématographique d'Amérique centrale Cinergia a été lancé en 2004 avec le soutien d'organisations à but non lucratif et d'industries cinématographiques étrangères,. Il a soutenu 80 productions en Amérique centrale, dont Agua fría de mar (2010) de Paz Fábrega (es), qui a remporté le Tigre d'or au Festival de Rotterdam. En 2015, un fonds de production national appelé El Fauno a été lancé et a soutenu 40 projets indigènes de films, de télévision et d'Internet en avril 2019. Des organisations régionales comme Ibermedia et DocTVLatinoamérica ont aidé à financer des projets au Costa Rica. De jeunes diplômés d'écoles de cinéma d'Europe, des États-Unis et surtout de l'École internationale de cinéma et de télévision de Cuba sont revenus au pays pour réaliser des films. Plusieurs établissements d'enseignement supérieur locaux, tels que l'Universidad Veritas et l'Université du Costa Rica, proposent désormais une formation cinématographique. Bien que de plus en plus de films soient produits, la distribution à grande échelle reste un problème pour les films costariciens. Même les films bien accueillis ne sont souvent pas disponibles en DVD ou en vidéo à la demande.
Les festivals de cinéma régionaux ont réussi à reconnaître et à promouvoir et à favoriser les liens régionaux. La première vitrine régulière pour les films locaux en Amérique centrale a été la Muestras de Cine y Video Costarricense, qui a duré de 1992 à 2012. En 2012, il est devenu le Festival Internacional de Cine « Paz con la Tierra », et a inclus pour la première fois des films nationaux et internationaux. En 2015, il s'est élargi pour devenir le Festival international du film du Costa Rica, et s'est agrandi pour présenter 73 films en 2017. Le festival présente des films en compétition pour des prix dans des catégories nationales, régionales et internationales et apporte une aide aux projets en cours. Le Festival du film centraméricain d'Icaro a promu le cinéma centraméricain au niveau régional et international. Depuis 2004, la vitrine itinérante du festival, connue sous le nom de Muestra Ícaro, a été exposée dans tous les pays d'Amérique centrale et, récemment, à Cuba, à Porto Rico et aux États-Unis.
Le Conseil national du cinéma du Costa Rica a commencé à soumettre des films pour les Oscars en 2005. Un nouveau bâtiment de la Cinémathèque nationale est en cours de construction à San José pour accueillir des projections et des programmes éducatifs.
En 2001, une collaboration entre des sociétés de production et le réseau de télévision, Televisora de Costa Rica, a créé un film qui a été un succès financier lors de sa sortie en salle, Asesinato en El Meneo (es). En janvier 2015, Maikol Yordan perdu en voyage (2014), une comédie néo-costumbriste réalisée par Miguel Gómez et la troupe comique La Media Docena, est le film ayant enregistré le plus d'entrées dans les salles costariciennes, ; il attire 700 000 spectateurs et reste à l'affiche des cinémas locaux pendant six mois.